# 国民の祝日に関する法律
国民の祝日に関する法律（こくみんのしゅくじつにかんするほうりつ、昭和23年7月20日法律第178号）は、国民の祝日に関する日本の法律である。通称、祝日法（しゅくじつほう）。

## 構成
全3条から構成され、国民の祝日に関する規定が定義されている。
第一条
第1条で「国民の祝日」（祝日）とは、「自由と平和を求めてやまない日本国民が、美しい風習を育てつつ、よりよき社会、より豊かな生活を築きあげるために、国民こぞつて祝い、感謝し、または記念する日である。」と定義されている。
第二条
祝日の定義が記述されている。
| 名称         | 日付             | 祝日の説明                                                                           | 補足 |
| ------------ | ---------------- | ------------------------------------------------------------------------------------ | --- |
| 元日         | 1月1日           | 年のはじめを祝う。                                                                   | |
| 成人の日     | 1月の 第2月曜日  | おとなになつたことを自覚し、みずから生き抜こうとする青年を祝いはげます。             | 制定時は元服の儀が行われていた小正月の1月15日だった。 |
| 建国記念の日 | 2月11日          | 建国をしのび、国を愛する心を養う。                                                   | 旧法の紀元節と同日。大日本帝国憲法公布の日と同日 |
| 天皇誕生日   | 2月23日          | 天皇の誕生日を祝う。                                                                 | 2020年～：天皇の退位等に関する皇室典範特例法施行により、2019年（令和元年）5月1日に第126代天皇に即位した徳仁の誕生日に変更された。 1989年～2018年（平成時代）：第125代天皇明仁（現・上皇）の誕生日の12月23日。 1949年～1988年（昭和時代）：昭和天皇の誕生日の4月29日。旧法の天長節から改称された。 |
| 春分の日     | 春分日           | 自然をたたえ、生物をいつくしむ。                                                     | 旧法の春季皇霊祭より改称された。 |
| 昭和の日     | 4月29日          | 激動の日々を経て、復興を遂げた昭和の時代を顧み、国の将来に思いをいたす。             | 昭和天皇の誕生日。 この日は、制定翌年の1949年（昭和24年）から1988年（昭和63年）までは「天皇誕生日」、1989年（平成元年）から2006年（平成18年）までは「みどりの日」であった。 2007年（平成19年）から、現行の「昭和の日」が制定された。                                                              |
| 憲法記念日   | 5月3日           | 日本国憲法の施行を記念し、国の成長を期する。                                         | |
| みどりの日   | 5月4日           | 自然に親しむとともにその恩恵に感謝し、豊かな心をはぐくむ。                           | 1989年（平成元年）の制定から2006年（平成18年）までは、昭和天皇の誕生日である4月29日だった。 |
| こどもの日   | 5月5日           | こどもの人格を重んじ、こどもの幸福をはかるとともに、母に感謝する。                   | |
| 海の日       | 7月の 第3月曜日  | 海の恩恵に感謝するとともに、海洋国日本の繁栄を願う。                                 | 制定時は7月20日だった。 2020年は東京オリンピックの開会式の当初の予定日前日の7月23日に、2021年は東京オリンピックの開会式前日の7月22日に変更された。 |
| 山の日       | 8月11日          | 山に親しむ機会を得て、山の恩恵に感謝する。                                           | 2016年に制定された。 2020年は東京オリンピックの閉会式の当初の翌日になる8月10日に変更された。 2021年は、東京オリンピックの閉会式の8月8日に変更された。 |
| 敬老の日     | 9月の 第3月曜日  | 多年にわたり社会につくしてきた老人を敬愛し、長寿を祝う。                             | 制定時は9月15日だった。 |
| 秋分の日     | 秋分日           | 祖先をうやまい、なくなつた人々をしのぶ。                                             | 旧法の秋季皇霊祭から改称された。 |
| スポーツの日 | 10月の 第2月曜日 | スポーツを楽しみ、他者を尊重する精神を培うとともに、健康で活力ある社会の実現を願う。 | 制定時は体育の日という名称で、1964年の東京オリンピックの開会式が行われた10月10日だった。 2020年にスポーツの日に名称が変更され、その年のみ東京オリンピックの開会式の当初の予定日の7月24日に変更された。 2021年は、東京オリンピック開会式の7月23日に変更された。                                    |
| 文化の日     | 11月3日          | 自由と平和を愛し、文化をすすめる。                                                   | 明治天皇の誕生日。旧法の明治節から改称された。 |
| 勤労感謝の日 | 11月23日         | 勤労をたつとび、生産を祝い、国民たがいに感謝しあう。                                 | 旧法の新嘗祭から改称された。 |

第三条
国民の祝日を休日とする規定や振替休日の規定、前後が祝日である平日を休日とする規定が記載されている。

## 「国民の祝日に関する法律」の施行に伴い廃止された祝日
この法律の施行に伴い、1927年に制定された「休日ニ関スル件」（昭和2年勅令第25号）が廃止となった。「休日ニ関スル件」で制定されていた11の休日は、次のとおりすべて変更された。
廃止となった祝日
- 元始祭（1月3日）
- 新年宴会（1月5日）
- 紀元節（2月11日、ただし昭和42年に建国記念の日として復活）
- 神武天皇祭（4月3日）
- 神嘗祭（10月17日）
- 大正天皇祭（先帝祭 12月25日）

改称された祝日
- 春季皇霊祭（春分日）→春分の日
- 天長節（4月29日）→天皇誕生日（当時、昭和天皇の誕生日）
- 秋季皇霊祭（秋分日）→秋分の日
- 明治節（11月3日）→文化の日
- 新嘗祭（11月23日）→勤労感謝の日

## 経緯
- 1948年（昭和23年）7月20日 - 公布・施行。
  - 元日（1月1日）、成人の日（1月15日）、春分の日（春分日）、天皇誕生日（4月29日）、憲法記念日（5月3日）、こどもの日（5月5日）、秋分の日（秋分日）、文化の日（11月3日）、勤労感謝の日（11月23日）を制定。
- 1966年（昭和41年）6月25日 - 改正・施行。同年12月9日に建国記念の日となる日を定める政令 - 公布・施行。
  - 建国記念の日（2月11日、紀元節と同日）、敬老の日（9月15日）、体育の日（10月10日）を制定。
  - 休日の数が、敬老の日と体育の日が実施された同年は旧法と同じ11となり（19年ぶり）、建国記念の日が実施された翌年からは12となり旧法を上回った。
- 1967年（昭和42年）2月11日 - 建国記念の日となる日を定める政令に基づく建国記念の日の初例。
- 1973年（昭和48年）4月12日 - 改正・施行。
  - 祝日が日曜日の場合はその翌日の月曜日を休日とする振替休日を制定。
- 1985年（昭和60年）12月27日 - 改正・施行。
  - 2つの祝日に挟まれた平日を休日とする国民の休日を制定。翌年より5月4日が毎年国民の休日となる（ただし、5月4日が日曜日・月曜日〔5月3日の振替休日〕となる場合を除く）。1986年の5月4日はただの日曜日、1987年の5月4日は月曜日で5月3日（憲法記念日）の振替休日だったため、第1回の「国民の休日」は1988年5月4日の水曜日となった。国民の休日が5月4日以外の日にはじめて適用されたのは2009年（平成21年）。敬老の日が9月21日、秋分の日が9月23日であったため、9月22日に国民の休日が適用された。
- 1989年（平成元年）2月17日 - 改正・施行。
  - 同年1月7日の昭和天皇崩御、第125代天皇明仁践祚に伴い、天皇誕生日を4月29日から12月23日へ移動し、みどりの日（4月29日、昭和天皇誕生日）を制定。
- 1995年（平成7年）3月8日 - 改正。1996年（平成8年）1月1日 - 施行。
  - 海の日（7月20日）を制定。
- 1998年（平成10年）10月21日 - 改正。2000年（平成12年）1月1日 - 施行。
  - 成人の日を1月15日から1月の第2月曜日へ、体育の日を10月10日から10月の第2月曜日へ移動（ハッピーマンデー制度適用）。
- 2001年（平成13年）6月22日 - 改正。2003年（平成15年）1月1日 - 施行。
  - 海の日を7月20日から7月の第3月曜日へ、敬老の日を9月15日から9月の第3月曜日へ移動（ハッピーマンデー制度適用）。
- 2004年（平成16年） - 2003年（平成15年）から敬老の日が9月第3月曜日へ移動となって初めて、9月15日以外の日付で適用された。
- 2005年（平成17年）5月20日 - 改正。2007年（平成19年）1月1日 - 施行。
  - みどりの日を4月29日から5月4日へ移動し、昭和の日（4月29日）を制定。これにより5月4日が国民の休日でなくなる。
  - 5月3日から5月5日が3日連続で祝日となったことに伴い、振替休日と国民の休日についての規定を一部変更。連続する祝日のうち、どれか1日が日曜日と重なった場合は、最後の祝日（こどもの日）の翌日の5月6日が振替休日となることが決まる。これにより2008年（平成20年）に初めて月曜日以外の振替休日が生じた。
- 2014年（平成26年）5月30日 - 改正。2016年（平成28年）1月1日 - 施行。
  - 山の日（8月11日）を制定。
- 2017年（平成29年）6月16日 - 改正。2019年（令和元年）5月1日 - 施行。
  - 2019年（平成31年）4月30日の第125代天皇明仁の退位および天皇退位特例法に基づく、翌日令和元年5月1日の第126代天皇徳仁践祚・即位に伴い、天皇誕生日を12月23日から2月23日へ移動。

- 2018年（平成30年）6月20日 - 改正。2020年（令和2年）1月1日 - 施行。
  - 体育の日をスポーツの日に変更。

## 特例法によるみなし休日
皇室関係の慶弔行事が行われる場合は、その年に限りそれが実施される日を特別に休日として定める、当年限りの法律が作られる。その際には、その日を「国民の祝日に関する法律」に定める休日と同等なものとして扱うよう附則で定めるのが通例である。（具体的な日は前掲の項目参照）

## 2020年および2021年限りの祝日の移動
令和三年東京オリンピック競技大会・東京パラリンピック競技大会特別措置法（平成27年法律第33号）第32条第1項により、東京オリンピック・パラリンピックの行われる予定であった2020年（令和2年）に限り、海の日が7月23日に、スポーツの日が7月24日に、山の日が8月10日に変更された。
また、新型コロナウイルス感染症の世界的流行により、東京オリンピック・パラリンピックが2021年（令和3年）に1年延期されたため、同条第2項により、2021年に限り、海の日が7月22日に、スポーツの日が7月23日に、山の日が8月8日に変更された（8月8日は日曜日のため、翌8月9日が振替休日となった）。